# 荘内町
荘内町（そうないちょう）は、宮崎県北諸県郡にあった町。現在の都城市の北西端にあたる。

## 地理
- 山岳：高千穂峰、陣ヶ岡山、高束山、板川内山、鷹取山
- 河川：庄内川
- 湖沼：御池、小池

## 歴史
- 1956年（昭和31年）7月15日 - 庄内町・西岳村が合併して荘内町が発足。
- 1965年（昭和40年）4月1日 - 都城市に編入。同日荘内町廃止。

## 交通

### 道路
- 国道223号